# Giovanna Battista Solimani
Giovanna Battista Solimani, al secolo Maria Antonia Solimani (Genova, 12 maggio 1688 – Genova, 8 aprile 1758), è stata una religiosa italiana, fondatrice dell'ordine delle Romite di San Giovanni Battista. La Chiesa cattolica le riconosce il titolo di venerabile.

## Biografia
Nata nel quartiere di Albaro, nel 1730 fondò a Moneglia l'ordine delle Romite di San Giovanni Battista (dette anche Monache Battistine), affiancata dall'aiuto di don Domenico Francesco Olivieri (1691-1766), allora arciprete della parrocchia di Santa Croce in Moneglia.
Già nel 1744 la giovane Congregazione ottenne l'approvazione pontificia da papa Benedetto XIV; in seguito le monache si stabilirono a Genova, dapprima in località Colle degli Angeli, quindi - dal 1745 - in salita dei Cappuccini (oggi Salita delle Battistine) per trasferirsi infine, l'8 novembre 1924, a Sturla, dove  riposano le spoglie della mistica Solimani.
Nel 1749 volle fondare la congregazione di sacerdoti secolari missionari di San Giovanni Battista, detti battistini, per cui inviò a Roma don Domenico Francesco Olivieri. Il 23 settembre 1755 la congregazione fu approvata da papa Benedetto XIV e messa sotto la dipendenza della Congregazione di Propaganda Fide. La congregazione decadde alla fine del XVIII secolo e fu soppressa.
Dal monastero di Sturla il 18 ottobre 1972 si sono staccate con l'approvazione dell'allora cardinale Giuseppe Siri otto religiose guidate da Madre Caterina Carlini che hanno dato vita alla Fondazione al Brovarone di Trivero, nelle Prealpi Biellesi.